# Літня серія Прем'єр-ліги Англії
Літня серія Прем'єр-ліги — передсезонний товариський футбольний турнір, який вперше був оголошений у 2023 році. Це восьмиденне змагання проводиться серед команд англійської Прем'єр-ліги та проходить у Сполучених Штатах. Це другий пов'язаний з Прем'єр-лігою турнір, який проводиться за межами Англії, після Азійського трофею Прем'єр-ліги. Участь у Літній серії дозволяє командам готуватися до нового сезону та випробовувати свої стратегії перед початком звичайного чемпіонату.

## Історія турніру
У квітні 2023 року виконавчий директор Прем'єр-ліги Річард Мастерс оголосив про проведення інавгураційного турніру Літньої серії. Змагання заплановано на період між 22 і 30 липня 2023 року та відбудеться на кількох стадіонах, зокрема на стадіоні Mercedes-Benz в Атланті, Red Bull Arena в Нью-Джерсі (Нью-Йорк), стадіоні Exploria в Орландо, Lincoln Financial Field у Філадельфії та FedExField у Лендовері (Вашингтон, округ Колумбія).
Першими учасниками турніру були оголошенні клуби Астон Вілла, Брентфорд, Брайтон енд Гоув Альбіон, Челсі, Фулгем і Ньюкасл Юнайтед.

## Турніри
| Команда (X) | Назва команди та кількість разів, коли вони фінішували на цьому місці (якщо більше одного) |

| № | рік  | Переможець | Друге місце | Третє місце | Четверте місце |
| - | ---- | ---------- | ----------- | ----------- | -------------- |
| 1 | 2023 |            |             |             |                |

## Виступ команд
| команда | Переможець | Друге місце | По-третє | Четверте місце | Всього |
| ------- | ---------- | ----------- | -------- | -------------- | ------ |